# 那爾貢達縣

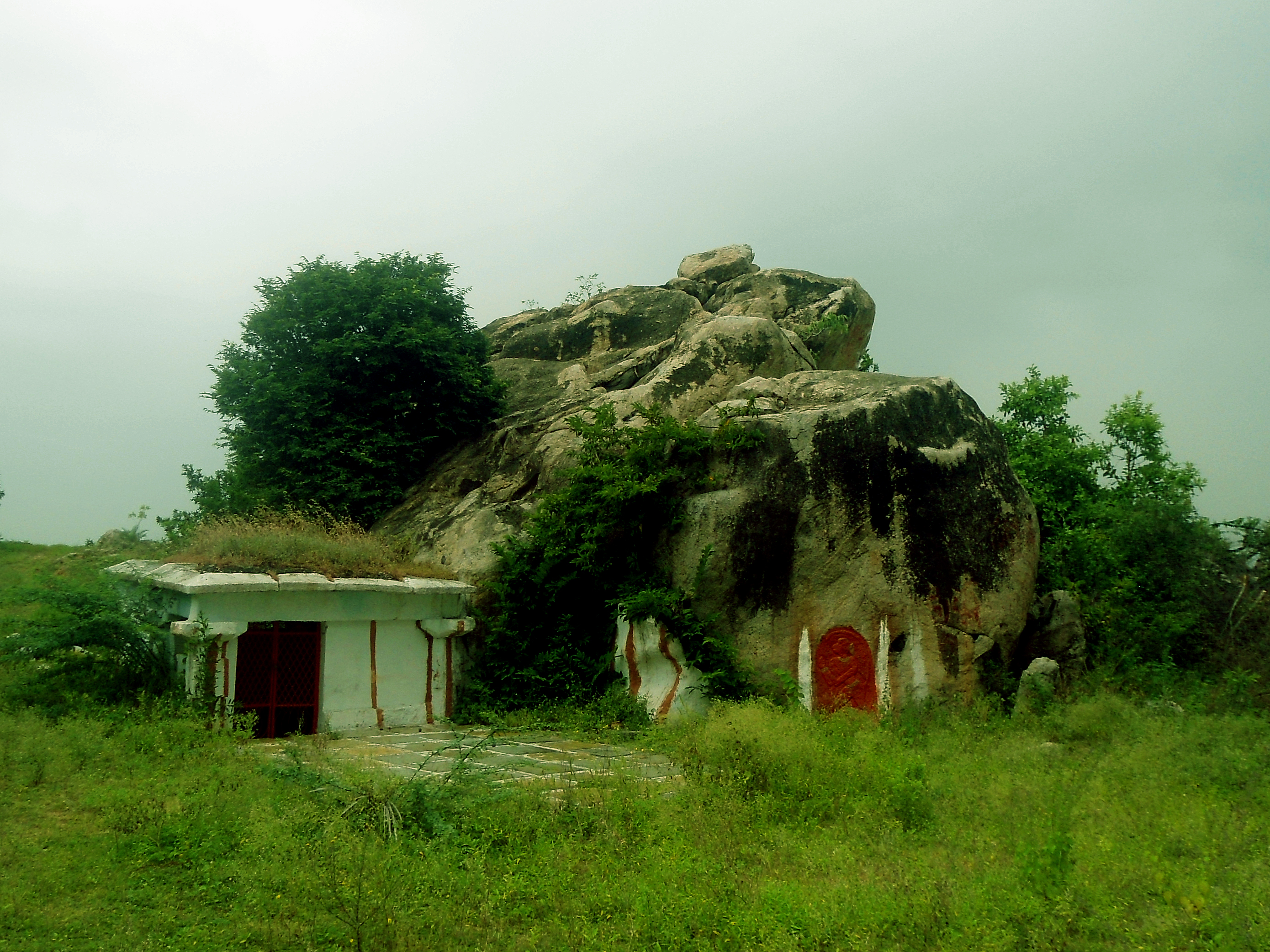

那爾貢達縣是印度的一個縣，位於該國東南部，由特伦甘纳邦（原属安得拉邦）負責管轄，面積14,240平方公里，主要農產品有稻米和青檸，2001年人口3,238,449，人口密度每平方公里227人。

## 外部連結
- Nalgonda.info
- （页面存档备份，存于） List of Villages in Nalgonda
- 维基导游上有關Nalgonda (district)的旅行指南
- Nalgonda.org （页面存档备份，存于）
- Nalgonda District online
- Nalgonda factfile at APOnline.gov.in
- Nalgonda District Tourist Opportunities
- Neelagiri to Nalgonda.page 160 （页面存档备份，存于）